# Fronteira Iraque–Síria
A fronteira entre o Iraque e a Síria é uma linha de 605 km de extensão, sentido nordeste-sudoeste, que separa o noroeste do Iraque do território da Síria. A linha divisória se estende entre a fronteira tripla Iraque-Síria-Jordânia do sul, no Deserto Sírio, e o outro ponto triplo, no norte, Curdistão, dos dois países com a Turquia. Separa (sul p/ norte) as províncias (muhafazat) sírias de Homs, Dayr az Zawr, Al Hasakah das províncias iraquianas de Ambar, Ninawa, Dahuk.
Ambas nações faziam parte do Império Otomano desde 1516  (Síria) e 1638 (Iraque) Com o final da Primeira Grande Guerra ambos países passam para tutela britânica. Em 1932, o Iraque obtém a independência definitiva. A Síria passa, junto com o Líbano, a ser domínio da França, por acordo com os britânicos. A independência em 1946 originou, em separado, Síria e Líbano.  Com esses fatos se formou a fronteira. 